# Peytoia infercambriensis
Peytoia infercambriensis (лат.) — вид вымерших животных из семейства Anomalocarididae (или Hurdiidae), который ранее относили к роду Cassubia. Он известен по ископаемым остаткам, извлечённым из буровых кернов, собранных в Кашубии (Польша) и датированных кембрием (520—516 млн лет назад).

## Этимология
Название вида происходит от латинских слов, означающих «нижний кембрийский». Ранее весь род назывался Pomerania в честь латинизированного названия региона Поморья в северной Польше. Второе название рода Cassubia дано в честь региона Кашубии в Польше, где были обнаружены ископаемые остатки этих животных.

## История изучения
Голотипический и единственный экземпляр IG 1432 II 22 был обнаружен в нижнекембрийских отложениях в местечке Kościerzyna. Он был описан Казимирой Лендцион (Kazimiera Lendzion) в 1975 году и назван Pomerania infercambriensis, однако вскоре оказалось, что это имя уже занято аммонитом из середины Юрского периода, и род переименован в Cassubia.

## Систематика
В своём первоначальном описании Казимира интерпретировала находку как имеющую 11 грудных сегментов и хелицеры, что заставило отнести её к Leanchoilia-подобным членистоногим. Последующие исследования, однако, идентифицировали эти сегменты как лобный придаток, а существо — как представителя семейства Anomalocarididae.
Peytoia infercambriensis может быть транзитной формой между видами с двумя рядами аналогичных брюшных колючек, такими как Anomalocaris pennsylvanica и теми, чьи брюшные колючки существенно отличны, например, Peytoia nathorsti. Строение представителей вида схоже с таковым у Anomalocaris pennsylvanica и Tamisiocaris borealis.

## Описание
Фронтальный придаток состоял из, как минимум, 18 сегментов и имел длинные, прямые брюшные колючки. Неизвестно, составляли ли они пары, как у подобных видов. На переднем краю колючек имелись зазубрины, на которых могли крепиться щетинки.

## Палеобиология
Если щетинки на колючках действительно были, Peytoia infercambriensis могли использовать свои лобные отростки для фильтрации мелкозернистых донных отложений.